# Francesco Maria Marescotti Ruspoli
Pour les articles homonymes, voir Marescotti.
Francesco Maria Marescotti Ruspoli (Vignanello, 2 mars 1672 – Rome, 14 juillet 1731) est un marquis et prince italien.

## Biographie
Ruspoli est le fils aîné d'Alessandro Marescotti Ruspoli, fils lui-même de Sforza Vicino Marescotti et Vittoria Ruspoli, née le 2 mars 1672. En 1695, il épouse donna Isabella Cesi, fille de Giuseppe Angelo Cesi, cinquième duc d'Acquasparta et de donna Giacinta Conti des ducs de Poli (sœur du pape Innocent XIII).
Après de nombreuses batailles juridiques, il hérite de la famille Marescotti, Capizucchi et Ruspoli. Le 4 septembre 1705, il peut ajouter à ses titres, celui de marquis de Cerveteri.
Il est membre de l'académie d'Arcadie sous le pseudonyme de Olinto et accueille les universitaires dans une villa de la via Merulana ; il s'est consacré au premier volume de la Rime degli Arcadi.
À partir de 1707, il héberge pendant deux ans, Georg Friedrich Haendel, qui se produit dans la maison des Ruspoli, probablement avec une relation assez flexible et des fonctions comparables à celles d'un Maître de chapelle. Haendel  compose au cours de cette période, le Salve Regina (HWV 241), présenté à la chapelle du château familial à Vignanello et Diane Chasseresse (HWV 79), qui est représenté au palais Ruspoli à Cerveteri. Des œuvres ont été dédiées à Francesco Maria Ruspoli, notamment l'oratorio La resurrezione (HWV 47) et le Trionfo del tempo e del disinganno (HWV 46a), représenté à Rome. De 1709 à 1716, Antonio Caldara, succède à Haendel, qui reçoit, pour la première fois, le poste officiel de maître de chapelle, celle-ci étant récemment élevé au rang de prince
Sur les conseils de son oncle, le cardinal Galeazzo Marescotti en 1707, armé d'un brick, un cadeau pour le pape : la livraison a eu lieu à Civitavecchia et, à cette occasion, Haendel a composé une pièce chorale. Toutefois, le but d'élévation du marquis de Cerveteri, à une principauté, n'est pas été atteint pour le moment. En 1708, il crée à ses frais, le régiment Ruspoli, composé d'environ mille hommes, avec qui, en janvier 1709 il repousse les autrichiens à Ferrare, grâce à la supériorité de l'artillerie. Le 3 février 1709, le pape Clément XI, élève le marquis de Cerveteri à la principauté.

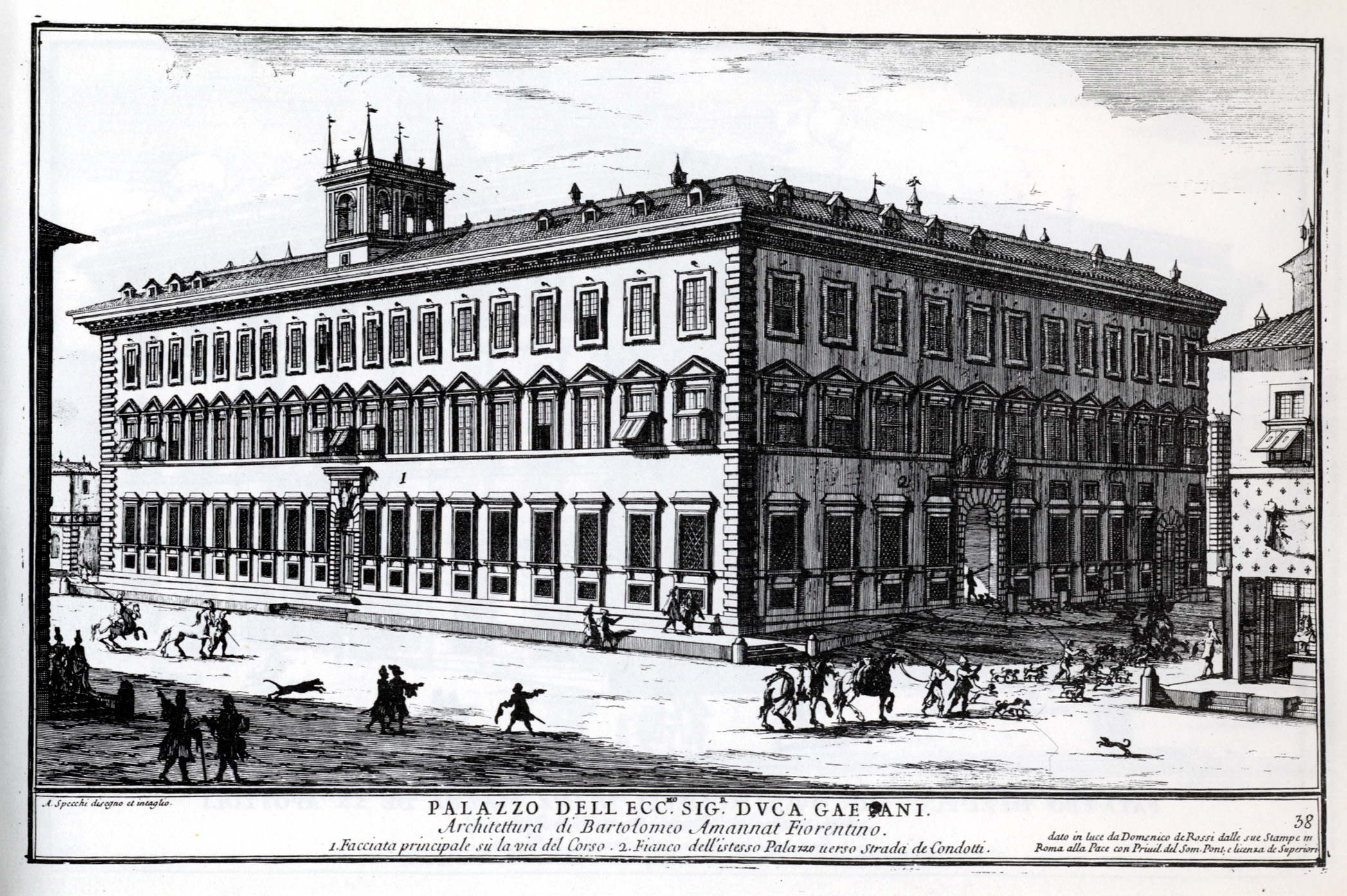
Palais Ruspoli à Rome.

En 1710, il a acheté le marquis de Riano et en 1713, la succession de San Felice Circeo, qu'il a ensuite passé, en 1718, au mari de sa fille, Filippo Orsini.
Toujours en 1713, achete à la famille Caetani, le palazzo Ruspoli de Rome, sur la via del Corso, avec la loggia sur la cour intérieure, travail de Martino Longhi le jeune et « l'échelle de Caetani » qui est parmi l'une des quatre merveilles de Rome.
En 1721, le pape Benoît XIII lui confère, ainsi qu'à ses descendant, le titre de prince romain et en 1725, il consacre solennellement la nouvelle église paroissiale que le prince avait construit à Vignanello.

## Mariage et enfants
Francesco Maria Marescotti Ruspoli épouse Isabella Cesi dei duchi di Acquasparta (1676 – 10 novembre 1753), nièce du pape Innocent XIII, dont il eut neuf enfants :
- Isabella (15 septembre 1696 – ?), meurt, célibataire et sans héritiers
- Bartolomeo, cardinal
- Jacinta (16 février 1699 – 14 novembre 1757), marié en 1718 à Ferdinand Bernualdo Filippo Orsini, 5e prince de Solofra et 14e duc de Gravina (1685 – ?)
- Victoria (17 mai 1700 – 1743), marié à Stefano Conti, duc de Poli et Guadagnolo (? – 1763)
- Margherita (13 août 1703 – ?), sœur de Teresa, meurt célibataire et sans héritiers
- Teresa (13 août 1703 – ?), jumelle de Margherita, meurt célibataire et sans héritiers
- Anna (18 octobre 1704 – 1735), mariée en 1730, à Agostino Chigi della Rovere, prince de Farnese (1710 – 1769)
- Maria Angelica (1707 – 21 février 1766), mariée le 31 octobre 1734, à Girolamo Vincenzo IV Giustiniani, 4e prince de Bassano et duc de Corbara (1714 – ?)
- Alessandro Ruspoli, 2e prince de Cerveteri